# Selepa albisigna
Selepa albisigna är en fjärilsart som beskrevs av George Francis Hampson 1914. Selepa albisigna ingår i släktet Selepa, och familjen trågspinnare. Inga underarter finns listade i Catalogue of Life.
Arten förekommer i de tropiska delarna av Afrika.